# Hyein
李惠仁（：／ Lee Hyein，2008年4月21日—），是一名韩国歌手，为ADOR旗下女子音乐组合NewJeans成员之一。

## 经历

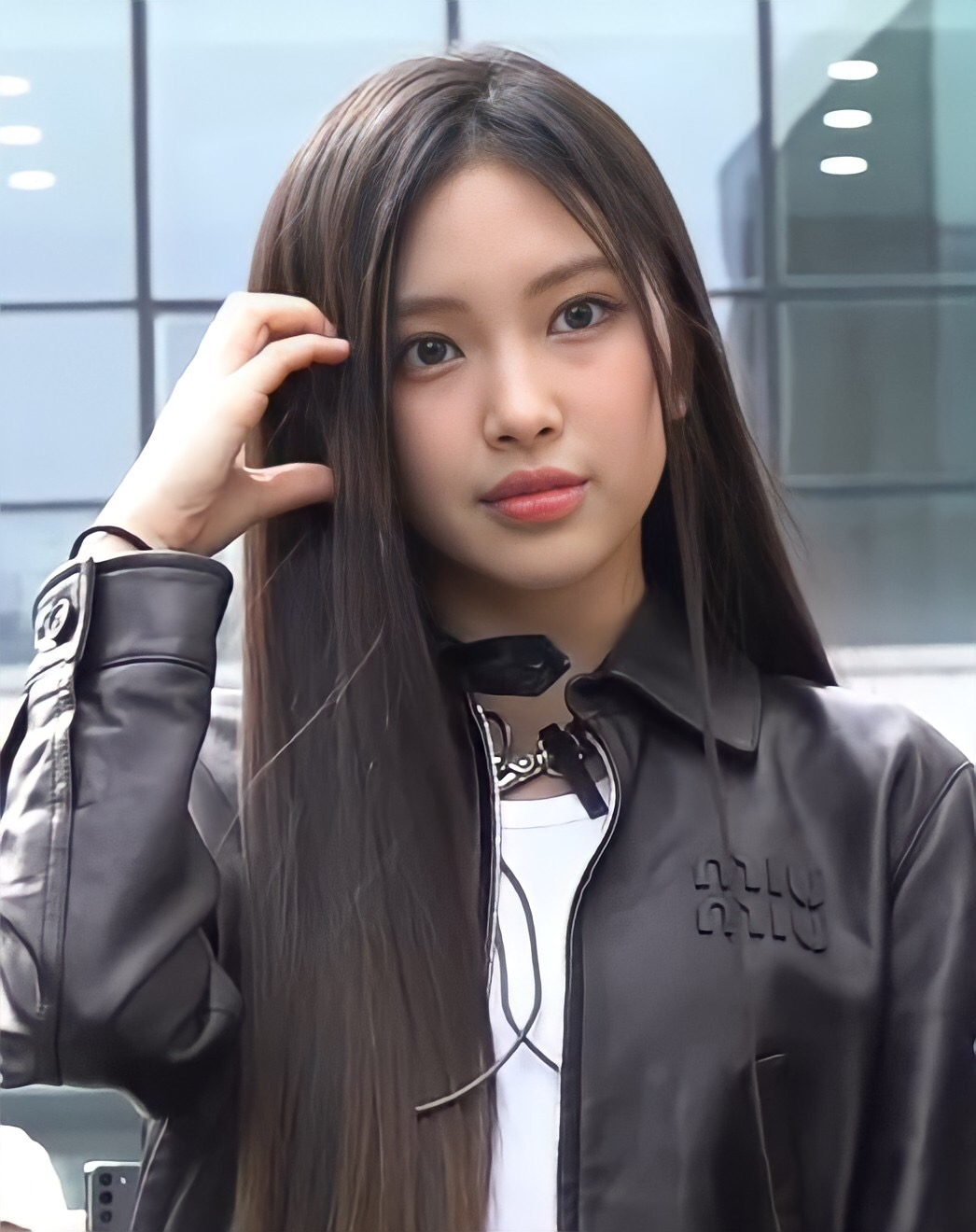
李惠仁2022年8月抵达《Music Bank》进行宣传活动

### 2017年至2018年：U.SSO Girl、Play With Me Club成員
Hyein曾於2017年11月以藝名 U.Jeong 的身份作為兒童音樂團體「USSO GIRL」的成員出道，並發布首支數位單曲《Go Go Sing》，後來於2018年離開該兒童團體。
2020年12月，Hyein通過PocketTV作為音樂團體「Play With Me Club」的成員重新出道，並於2021年5月3日從團體中畢業。

### 2022年至今：NewJeans
2022年7月22日，ADOR公布Hyein为NewJeans的成员之一。8月1日，以专辑《New Jeans》正式出道。

## 音樂作品

### 合作歌曲
| 年份   | 發佈日期 | 歌曲名稱 | 合作歌手                    |
| ------ | -------- | -------- | --------------------------- |
| 2024年 | 2月20日  | Shh..    | IU 、WONSUN JOE & Patti Kim |

## 節目主持

### 特別主持
| 年份   | 播放日期 | 電視台 | 節目名稱       | 合作藝人 | 備註     |
| ------ | -------- | ------ | -------------- | -------- | -------- |
| 2024年 | 1月19日  | KBS    | 《Music Bank》 | 李彩玟   | 特別主持 |